# María Belén Simari Birkner
 María Belén Simari Birkner (San Carlos de Bariloche, 18 augustus 1982) is een Argentijnse alpineskiester. Ze nam driemaal deel aan de Olympische Winterspelen, maar behaalde geen medaille. María Belén Simari Birkner is de zus van Macarena Simari Birkner en Cristian Javier Simari Birkner.

## Carrière
Simari Birkner maakte haar wereldbekerdebuut in december 1999 tijdens de slalom in Sestriere. Ze stond nog nooit op het podium van een wereldbekerwedstrijd.
Op de Olympische Winterspelen 2002 eindigde Simari Birkner op de twintigste plaats in de combinatie. Vier jaar later, in Turijn, was ze opnieuw van de partij op de Olympische Spelen. Ze was vlaggendrager voor Argentinië tijdens de openingsceremonie. Als beste resultaat liet ze een 29e plaats in de combinatie optekenen. Ook op de Olympische Winterspelen 2010 in Vancouver was een 29e plaats haar beste resultaat, ditmaal op de olympische afdaling.

## Resultaten

### Titels
Argentijns kampioene slalom - 2000, 2001, 2006
Argentijns kampioene reuzenslalom - 1999, 2000, 2003
Argentijns kampioene super G - 2001

### Wereldkampioenschappen
| Jaar | Plaats                 | Resultaten                                                               |
| ---- | ---------------------- | ------------------------------------------------------------------------ |
| 1999 | Vail-Beaver Creek      | 15e Combinatie 32e Slalom 37e Super G 37e Reuzenslalom                   |
| 2001 | Sankt Anton am Arlberg | 42e Super G DNF Reuzenslalom DNF Slalom DNS Afdaling                     |
| 2003 | Sankt Moritz           | 17e Combinatie 35e Reuzenslalom DNF Slalom                               |
| 2005 | Bormio                 | 39e Reuzenslalom DNF Slalom                                              |
| 2007 | Åre                    | 27e Supercombinatie 46e Reuzenslalom DNF Slalom                          |
| 2009 | Val d'Isère            | 21e Supercombinatie 31e Afdaling 36e Slalom 38e Reuzenslalom             |
| 2011 | Garmisch-Partenkirchen | 18e Supercombinatie 29e Afdaling 35e Super G 38e Slalom 45e Reuzenslalom |
| 2013 | Schladming             | 43e Reuzenslalom DNF2 Supercombinatie DNS1 Super G DNF1 Slalom           |
| 2015 | Vail/Beaver Creek      | 39e Super G 47e Reuzenslalom                                             |
| 2017 | Sankt Moritz           | 55e Reuzenslalom                                                         |

### Olympische Spelen
| Jaar | Plaats         | Resultaten                                                               |
| ---- | -------------- | ------------------------------------------------------------------------ |
| 2002 | Salt Lake City | 20e Combinatie 31e Slalom 34e Reuzenslalom 35e Afdaling DNS Super G      |
| 2006 | Turijn         | 29e Combinatie 37e Slalom 47e Super G DNF Reuzenslalom                   |
| 2010 | Vancouver      | 29e Afdaling 31e Super G 46e Reuzenslalom DNF Slalom DNF Supercombinatie |

### Wereldbeker

#### Eindklasseringen
| Seizoen   | Algm | SC  |
| --------- | ---- | --- |
| 2004/2005 | 122e | 28e |
| 2012/2013 | 117e | 41e |